# Clase Normandie
Las Clase Normandie fue una serie de acorazados dreadnought que la fueron ordenados por la Marina de Guerra Francesa entre 1912 y 1913, antes del inicio de la Primera Guerra Mundial, y designados con el nombre de provincias de Francia. El diseño, incorporaba una revolucionaria disposición del armamento principal, formado por doce cañones de 340 mm situados en tres torres cuádruples, en oposición a las torres de artillería dobles de la mayoría de las armadas contemporáneas. Los cuatro primeros buques, estaban equipados con una inusual propulsión híbrida a base de máquinas de vapor de triple expansión y turbinas de vapor con vistas a incrementar su eficiencia en el consumo de combustible. Estos buques nunca fueron terminadas como Acorazados porque la guerra paró su construcción y quedaron obsoletas aún sin estar terminados tras el armisticio. Los numerosos planes para la modernización fueron considerados pero no progresaron. Solamente uno de ellos, el Bearn, fue terminado como portaaviones. 

## Construcción y cancelación
En el momento de detenerse los trabajos, el casco del Normandie, estaba completo en un 65 %, sus máquinas estaban completas en un 70 %, y sus calderas habían sido entregadas, pero fueron instaladas en nuevos destructores. Las torres principales, estaban ensambladas en un 40 %. El Languedoc tenía su casco concluido en un 49 %  y el 73 % de su maquinaria estaba construido; sus calderas estaban completas en un 96 % y únicamente se había realizado un 26 % de sus torretas. Los cascos de los Flandrey Gascogne estaban completados en un 65 y 60 por ciento respectivamente,y sus maquinarias en un 60 y 44%. Ambos juegos de calderas, fueron utilizados para la construcción de destructores. las torretas de ambos buques, estaban completas en un 51 y 75 %. Los trabajos en el Béarn no habían avanzado significativamente en el momento del inicio de la contienda: su casco únicamente estaba completado en un 8–10 % y su maquinaria, únicamente en un 25 %. Sus calderas estaban ensambladas en un 17 %, y sus torretas en un 20 %.

## Naves de esta Clase
- Bearn - construido por Société Nouvelle des Forges et Chantiers de la Méditerranée, La Seyne – comenzado 10 de enero de 1914, botado en abril de 1920, convertido en portaaviones y en 1927 y desguazado en 1967
- Normandie - construido por A & CH St Nazaire – comenzado 18 de abril de 1913, botado el 19 de octubre de 1914, desguazado en 1924
- Flandre - construido por Arsenal de Brest – comenzado 1 de octubre de 1913, botado el 20 de octubre de 1914, desguazado en 1924
- Gascogne - construido por Arsenal de Lorient – comenzado 1 de octubre de 1913, botado el 20 de septiembre de 1914, desguazado en 1924
- Languedoc - construido por FC de la Gironde Bordeaux – comenzado 18 de abril de 1913, botado el 1 de mayo de 1916, desguazado en 1929